# لاهور (جماعت)
لاهور  جماعت و شهرکی در جنوب غربی کشور تاجیکستان است که در ناحیهٔ دنغره ولایت ختلان قرار دارد. جمعیت این جماعت ۴۳۶۸ است.